# (6162) Прохоров
(6162) Прохоров (лат. Prokhorov) — типичный астероид главного пояса, открыт 25 сентября 1973 года советским астрономом Людмилой Журавлёвой в Крымской астрофизической обсерватории и 4 мая 1999 года назван в честь математика Юрия Прохорова.

## Обнаружение и именование
(6162) Прохоров
Открыт 25 сентября 1973 года в Научном Л. В. Журавлёвой.
Назван в честь российского математика Юрия Васильевича Прохорова (р. 1929), известного своими работами по теории вероятностей и члена редколлегии Советской энциклопедии.
Оригинальный текст (англ.)6162 Prokhorov
Discovered 1973-09-25 by Zhuravleva, L. V. at Nauchnyj.
Named in honor of Yurij Vasil'evich Prokhorov (b. 1929), Russian mathematician noted for his work on probability theory and a member of the editorial board of the Soviet Encyclopaedia.
Источники: DISCOVERY.DB; M.P.C. 34622.

## Орбита

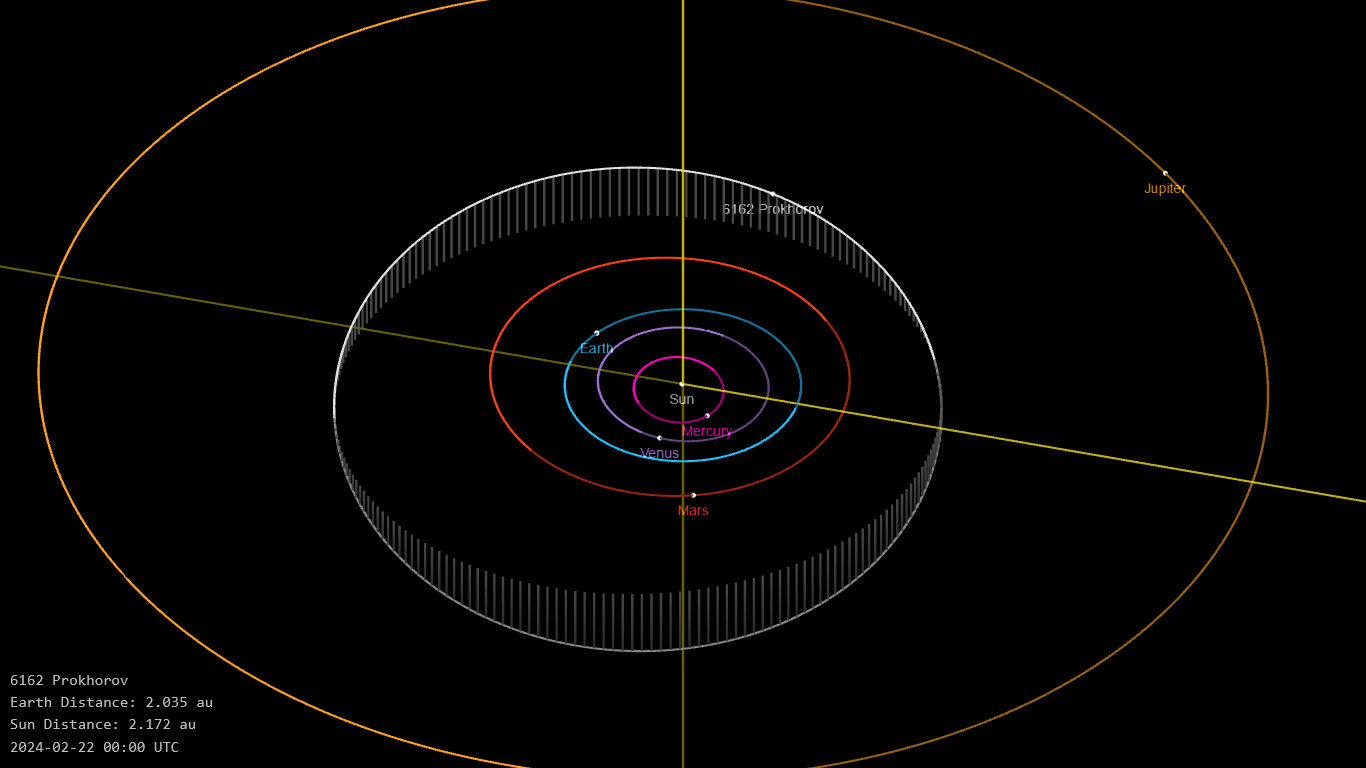
Орбита астероида Прохоров и его положение в Солнечной системе

## Физические характеристики
Из наблюдений телескопа VISTA следует, что астероид относится к таксономическому классу S.
По результатам наблюдений в видимом и ближнем инфракрасном диапазоне космического телескопа NEOWISE диаметр астероида оценивался равным 6,107±0,180 км и 5,40±1,10 км. Согласно тем же источникам альбедо оценивается как 0,2486±0,0351, 0,28±0,12 и 0,249±0,035.